# 898年
| 千纪： | 1千纪                                                                                           |
| 世纪： | 8世纪 \| 9世纪 \| 10世纪                                                                        |
| 年代： | 860年代 \| 870年代 \| 880年代 \| 890年代 \| 900年代 \| 910年代 \| 920年代                       |
| 年份： | 893年 \| 894年 \| 895年 \| 896年 \| 897年 \| 898年 \| 899年 \| 900年 \| 901年 \| 902年 \| 903年 |
| 纪年： | 戊午年（马年）；唐寧五年，光化元年；南诏中兴二年；日本寬平十年，昌泰元年                        |

## 大事记
- 李茂貞、韓建修復長安宮殿讓唐昭宗回京。
- 1月3日——巴黎的厄德去世，其兄弟羅貝爾放棄了鬥爭，臣服於那些大封建主擁立的卡洛林王朝純樸的查理，接受「法蘭西公爵」的稱號，內戰終止。

## 出生
- 馬希聲，五代十國時期南楚國君主。
- 桑維翰，五代後晉時大臣，官至宰相。

## 逝世
- 厄德一世
- 王潮，唐朝福建觀察使、威武軍節度使，琅琊王氏士族，閩太祖王審知之兄。